# Arnoldo Castillo Villalobos
Arnoldo Castillo Villalobos (13 de abril, San José, Costa Rica), empresario y artista costarricense.
Administrador de Empresas de profesión con una gran experiencia en el área de Mercadeo. Ha sido ejecutivo de mercadeo de empresas como Philip Morris, Holtermann & Compañía y fue director de Sony Music para Centroamérica.
Actualmente es empresario independiente y emprendedor. Arnoldo ha creado y desarrollado proyectos tecnológicos como Monitec entre otros proyectos de emprendimiento relacionados con el desarrollo, producción y promoción artística a través la empresa Entretenimiento Universal. Fue presidente de la Junta Directiva de la Asociación de Intérpretes y Ejecutantes de Costa Rica durante dos períodos del 2010-2014 y también fue vicepresidente de la Asociación de Compositores y Autores Musicales de Costa Rica durante el periodo 2015-2017.

## Biografía
Arnoldo Castillo nació el 13 de abril, en San José, Costa Rica. Trabajó como Director de Mercadeo en algunas compañías importantes durante varios años y hoy en día es empresario independiente. Sin embargo, siempre ha estado totalmente seducido y atrapado por la música.
A lo largo de su carrera artística ha participado en múltiples proyectos artísticos, tanto en Costa Rica como en el extranjero, al lado de músicos y artistas de primer nivel como Armando Manzanero, Danilo Montero, Francisco Céspedes, La Orquesta Sinfónica Nacional de Costa Rica,  La Orquesta Filarmónica de Costa Rica, Editus, Grupo Malpaís, Los Tenores y muchos más.
Paralelo al impulso de su carrera artística, Arnoldo Castillo desarrolló en el año 2000 el proyecto Monitec Internacional, una empresa dedicado al monitoreo de frecuencias y cuyo sistema es capaz de monitorear cualquier campaña publicitaria o tema musical en cualquier frecuencias de radio, televisión y cable, las 24 horas del día, los siete días de la semana con gran exactitud.

## Actividades empresariales

### Monitec

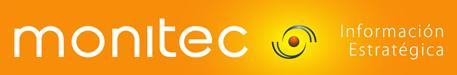
Monitoreo Tecnológico (Monitec) nace el año 2000 en San José, Costa Rica

La empresa Monitec nació en el año 2000 en San José, Costa Rica, como respuesta a la necesidad del mercado latinoamericano de monitorear con tecnología adecuada los medios electrónicos, y así, facilitar reportes oportunos de manera diaria, minuto a minuto, de toda la programación musical y publicitaria de un territorio.
El software de Monitec usa huellas o patrones digitales de las canciones y anuncios publicitarios que se quieren detectar. Esas huellas o patrones se utilizan como base para recorrer en tiempo real la señal de radio o televisión que captan sus antenas. Este software está diseñado especialmente para uso de la industria discográfica,de la industria publicitaria, de medios de comunicación y de sociedades de gestión colectiva.
Recientemente, esta empresa costarricense fue contratada en Guatemala para monitorear la propaganda electoral desplegada en los medios de comunicación por los partidos políticos en las elecciones presidenciales del 2011. Fue elegida entre siete compañías internacionales y guatemaltecas por su tecnología, que no ha sido utilizada a nivel regional.
Actualmente el sistema es usado en Costa Rica, Guatemala, Panamá, Chile, República Dominicana, Colombia, El Salvador, México y Argentina.
Más información sobre Monitec

## Carrera artística

### Discografía[2]
| Lanzamiento | Título      | © Copyright            |
| ----------- | ----------- | ---------------------- |
| 2010        | Encuentro   | La Butaca Producciones |
| 2007        | Cómo Podrás | La Butaca Producciones |
| 2001        | Dialoguemos | Arnoldo Castillo       |

### Encuentro (2010)

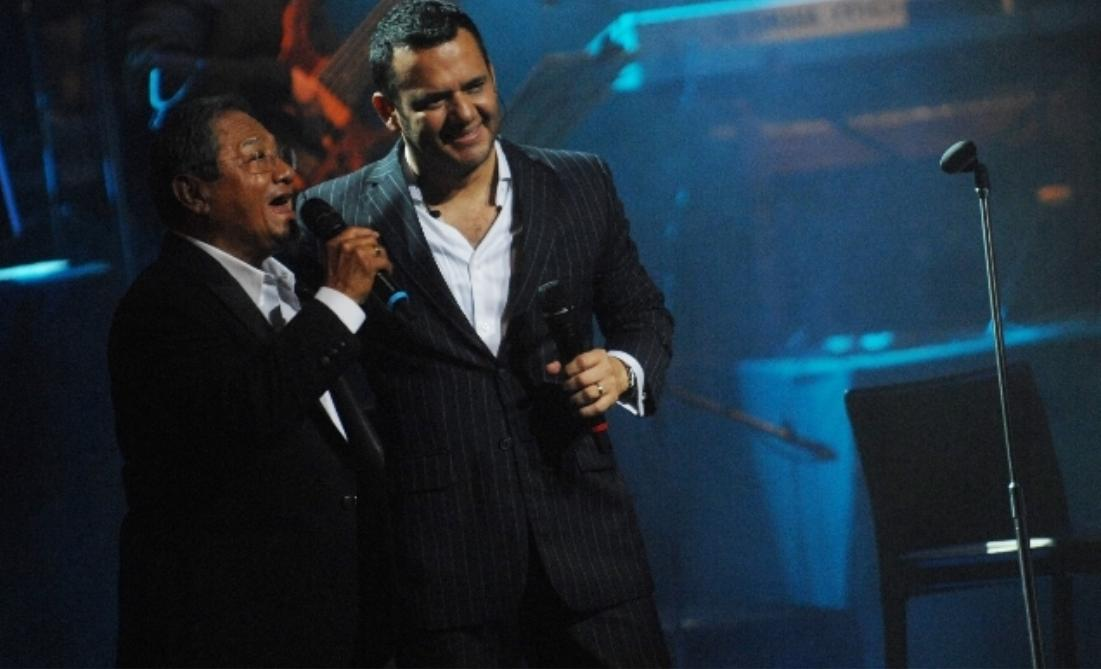
Castillo y Manzanero en la presentación de "Encuentro"

Tercera y más reciente producción discográfica de Arnoldo Castillo. El disco fue producido por el maestro mexicano Armando Manzanero y cuenta con la participación de un grupo de 25 experimentados y reconocidos músicos costarricenses.
Este disco contiene 13 temas. Siete del mexicano y seis de autores ticos, en el cual Arnoldo Castillo vuelve a abordar temas del cancionero popular costarricense en un esfuerzo por procurar que esas canciones no queden en el olvido.
El nombre de Encuentro fue sugerido por el mismo Manzanero quien consideró que se dio una circunstancia especial para unir la música costarricense y la mexicana, logrando amalgamar lo mejor de dos países en una voz llena de sentimiento y romanticismo.

### Cómo Podrás(2007)
Es su segunda producción discográfica, integrada en gran parte por temas inéditos y compuestos, en su mayoría, por el mismo Arnoldo Castillo. Es un disco esencialmente romántico con un sonido único y contemporáneo.
Esta producción se caracteriza, entre otras cosas, por el aporte de músicos locales pero con mentalidad y proyección internacional. Destaca la colaboración como productor musical de Luis Alonso Naranjo, líder y cantante principal de la banda costarricense Escats. En mayo de 2008, Arnoldo Castillo fue galardonado como Mejor Compositor del Año, Categoría Pop, por su disco Cómo podrás en los premios ACAM 2008.
Del disco Cómo Podrás se desprenden los éxitos No he de volver, "Aún queda tiempo", "Cómo podrás" y "Alma oscura", temas que han alcanzado los primeros lugares en las emisoras románticas y populares de Costa Rica.

### Dialoguemos (2001)
Es su primer disco como solista, en el cual reinterpreta el repertorio tradicional de Costa Rica dándole un enfoque contemporáneo y delicado. Las canciones incluidas en este álbum son grandes temas clásicos de la música costarricense; en su mayoría boleros que han sido fusionados con elementos de Jazz, Mambo, Tango y Chachachá, logrando un singular, exótico e innovador sonido.
Dialoguemos es un disco que marcó la carrera musical de Castillo para siempre y que lo acercó, aún más, a canciones inspiradas por grandes maestros de la composición costarricense facilitando así su camino hacia las nuevas generaciones. Temas como Recordando mi puerto, Noche inolvidable, Eso es imposible, Pampa, "Luna liberiana" y "Caña dulce" forman parte del repertorio incluido en este disco.
El nombre bajo el cual se da vida a esta producción, Dialoguemos, representa de manera simbólica el sentimiento y la esencia de todo un país que históricamente se ha caracterizado por su cultura de paz sustentada en el diálogo y la armonía.